# Rugby Australia
Rugby Australia, bis 2017 als Australian Rugby Union (ARU) bekannt, ist der nationale Sportverband für Rugby Union und Siebener-Rugby in Australien. Der im Jahr 1949 gegründete Verband hat seinen Sitz in Sydney. Seitdem vertritt er Australien beim Weltverband World Rugby und seit 2000 beim Kontinentalverband Oceania Rugby.

## Aufgabe

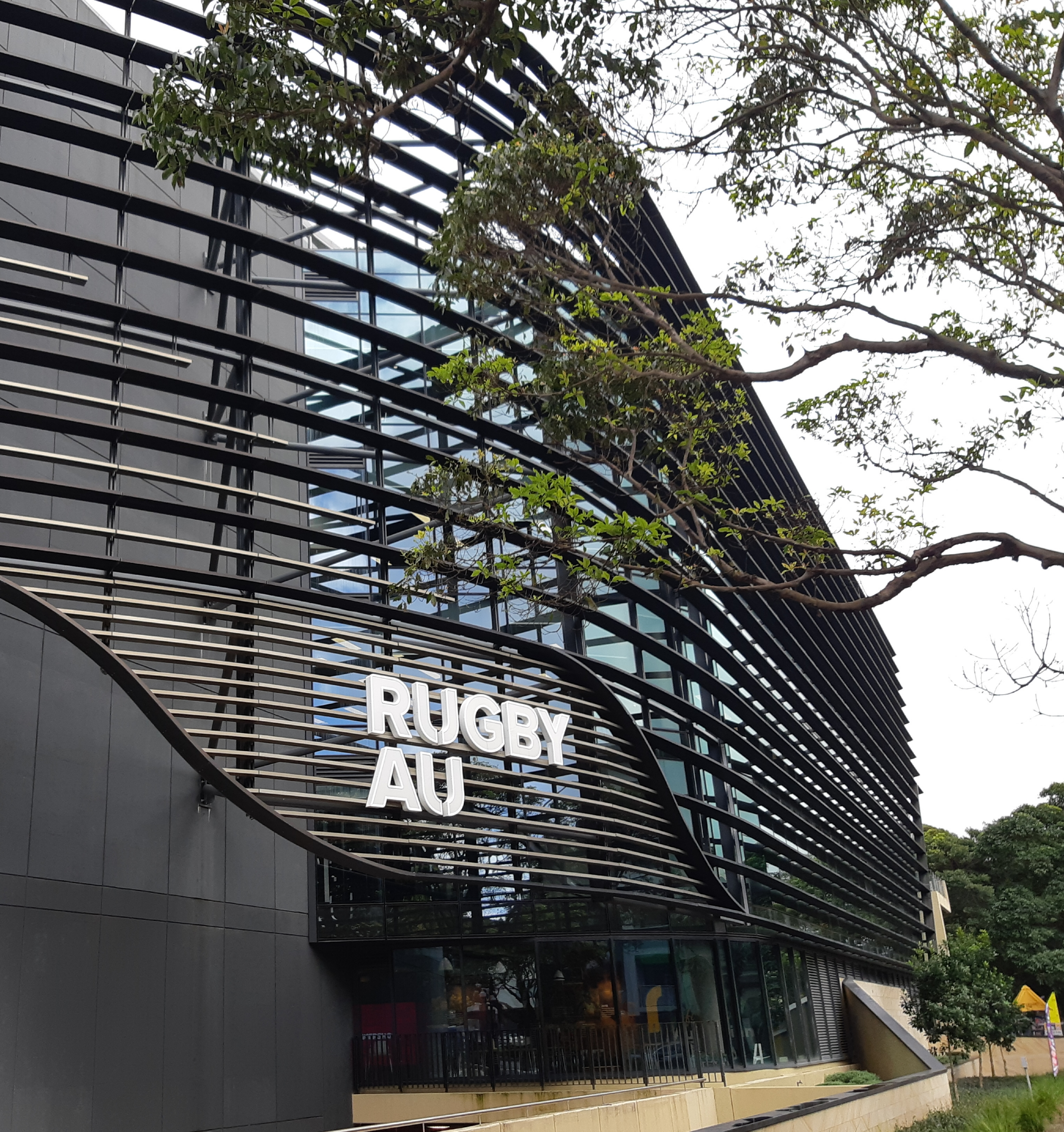
Sitz von Rugby Australia in Sydney

Rugby Australia stellt die Australien vertretenden Nationalmannschaften, einschließlich der für die Männer (die Wallabies), Frauen (die Wallaroos) und Jugend, zusammen. Daneben organisiert der Verband das Kinder- und Jugend-Rugby in Australien. Kinder und Jugendliche werden bereits in der Schule an den Rugbysport herangeführt und je nach Interesse und Talent beginnt dann die Ausbildung. Für Schüler gibt es die Nationalmannschaft der Australian Schoolboys, die sich als Vorstufe zu den Wallabies entwickelt hat. Die Junior Wallabies bilden die U-20-Nationalmannschaft und nehmen an der entsprechenden Rugby Championship sowie den Weltmeisterschaften teil. Zusammen mit der Unión Argentina de Rugby, New Zealand Rugby und der South African Rugby Union leitet sie als eine gemeinsame Unternehmung das Konsortium SANZAAR, das verantwortlich zeichnet für Super Rugby und The Rugby Championship, den beiden wichtigsten Rugby-Union-Turnieren der Südhemisphäre. Ebenso ist Rugby Australia verantwortlich für die australische Siebener-Rugby-Union-Nationalmannschaft und da Siebener-Rugby eine olympische Sportart ist, arbeitet es hier mit dem Australian Olympic Committee zusammen.
Der Verband organisiert auch den nationalen Spielbetrieb. Die höchste Rugby-Union-Liga in Australien ist Super Rugby, die zusammen mit Mannschaften aus Neuseeland, einer in Fidschi und einer im Stillen Ozean (faktisch die Cookinseln, Fidschi, Samoa und Tonga) ausgetragen wird. Die höchste Rugby-Union-Liga für Frauen ist Super Rugby Women’s, an der fünf australische Mannschaften und eine aus Fidschi teilnehmen.
Rugby Australia richtet auch regelmäßig internationale Turniere aus. Die australischen und neuseeländischen Verbände waren federführend bei der Einführung der Rugby-Union-Weltmeisterschaft gewesen, weshalb beide Länder gemeinsam die Erstausgabe 1987 organisierten. Außerdem wurde die Weltmeisterschaft 2003 in Australien ausgetragen. Die Weltmeisterschaft 2027 und Frauen-Weltmeisterschaft 2029 sollen in Australien stattfinden. Daneben richtet Australien jährlich die Australian Sevens aus.

## Geschichte
1874 wurde die Southern Rugby Union gegründet, deren Administration die englische Rugby Football Union übernahm. 1881 wurde die Leitung des Spielbetriebs an die Region New South Wales übertragen. Bis 1947 war sie der Vertreter Australiens im International Rugby Football Board (IRFB, heute World Rugby) und veranstaltete die Touren der Nationalmannschaft. Nach dem Zweiten Weltkrieg entschied man sich dazu, einen übergeordneten nationalen Verband zu gründen.
Das erste offizielle Treffen der Vertreter des Verbandes fand am 25. November 1949 statt. Die Regionen New South Wales, Queensland, South Australia, Western Australia, Tasmanien und Victoria schickten elf Abgesandte zu diesem Treffen, auf dem der gesamtaustralische Verband unter dem Namen Australian Rugby Football Union (ARFU) gegründet wurde. Im selben Jahr wurde der australische Verband, zusammen mit seinen neuseeländischen und südafrikanischen Äquivalenten, Vollmitglied des International Rugby Football Board (IRFB, heute World Rugby), der zuvor nur aus Vertretern aus England, Irland, Schottland und Wales bestanden hatte. Der australische Verband war außerdem im Jahr 2000 Gründungsmitglied des Kontinentalverbandes Federation of Oceania Rugby Unions (FORU; heute Oceania Rugby). In den 1970er Jahren kamen auch das Australian Capital Territory und das Northern Territory dazu. 1997 benannte sich der Verband in Australian Rugby Union um und 2017 erfolgte die Umbenennung in Rugby Australia.

## Organisation

Karte der australischen Regionalverbände und deren Mannschaften

Rugby Australia umfasst acht Regionalverbände, die jeweils einen Bundesstaat bzw. Territorium repräsentieren.
- ACT and Southern NSW Rugby Union
- Queensland Rugby Union
- New South Wales Rugby Union
- Northern Territory Rugby Union
- Rugby Union South Australia
- Rugby Victoria
- RugbyWA
- Tasmanian Rugby Union